# Santa Ana (Canelones)
Santa Ana es un balneario uruguayo del departamento de Canelones. Forma parte del municipio de La Floresta.

## Ubicación
El balneario se encuentra localizado al sureste del departamento de Canelones, sobre las costas del Río de la Plata, a la altura del km 74 de la ruta Interbalnearia. Forma parte de la denominada Costa de Oro. Limita al oeste con el balneario Sierras del Mar y al este con Balneario Argentino.

## Población
Según el censo de 2011 el balneario contaba con una población de 273 habitantes.
| 75            | 87 | 143 | 173 | 273 |
| (Fuente: INE) |    |     |     |     |